# Oumm el-Qa'ab
Oumm el-Qa'ab (en arabe : أم القعاب) est la nécropole de rois locaux de la période prédynastique égyptienne, de tous ceux de la Ire dynastie et de deux rois de la IIe dynastie. Son nom arabe veut dire : la mère des poteries ; elle est ainsi nommée à cause de la grande quantité de poteries trouvées à cet endroit. Globalement, on estime à environ huit millions le nombre de poteries qui y ont été déposées en offrande.
Elle est située à environ 1,5 km d'Abydos, dans le désert. Les archéologues divisent le site en deux parties : le cimetière B et le cimetière U. En bordure du village moderne, on trouve les « enclos royaux » des premières dynasties. La zone a été un lieu de vénération et de culte pour les anciens Égyptiens. Même bien après que le dernier roi y fut enterré, la nécropole fut un lieu de pèlerinage, surtout au Nouvel Empire. Elle a été également beaucoup visitée à la Basse époque. Elle comprenait également un cimetière privé qui demeura en activité jusqu'à la période romaine.

## Fouilles
Les principales fouilles du site sont les suivantes :
- 1895-1898 : fouilles d'Émile Amélineau,
- 1899-1901 : fouilles de William Flinders Petrie,
- 1909-1912 : fouilles de Henri Édouard Naville et Thomas Eric Peet,
- depuis 1973 : fouilles allemandes (Werner Kaiser puis Günter Dreyer) dans la nécropole d'Oumm el-Qa'ab.

## Nécropole
La nécropole s'étend au cours de l'histoire du nord (cimetière U) au sud (cimetière B).

### Cimetière U

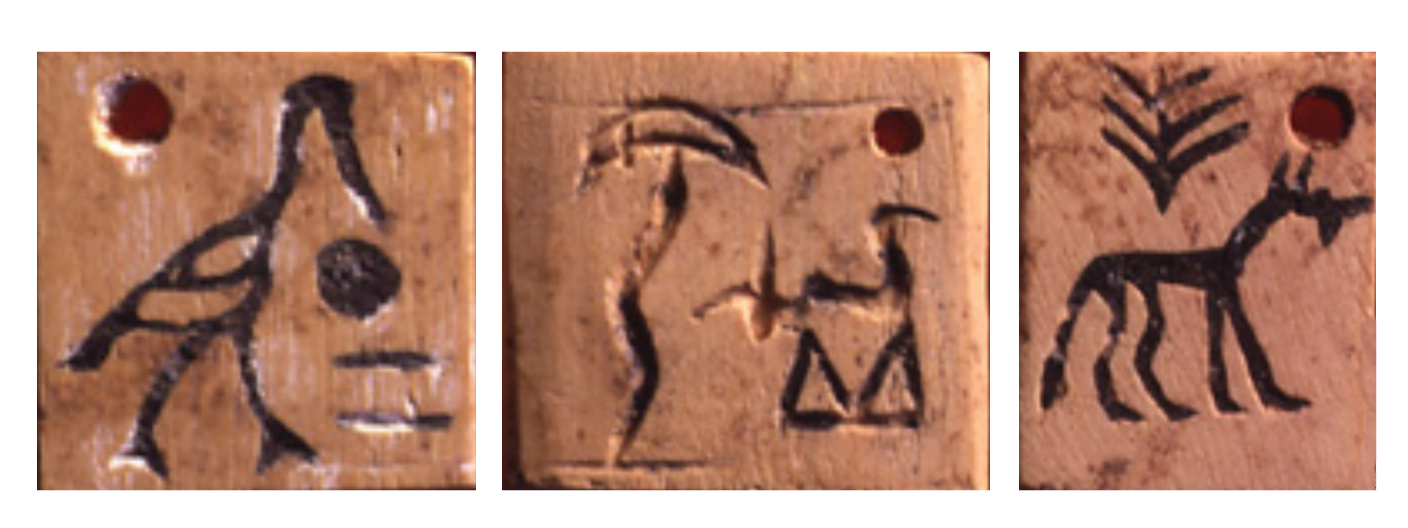
Étiquettes d'ivoire découvertes dans la tombe U-j.

Le cimetière U est densément empli de tombes des périodes de Nagada I et Nagada II, avec de plus grandes tombes datées de fin Nagada II et début Nagada III dans les périphéries du nord-ouest et du sud-est. La partie sud du cimetière est composée de grandes tombes relativement dispersées et se prolonge dans la partie nord du cimetière B. Certaines tombes sont relativement grandes et certaines sont faites de murs en briques crues. La différence de taille entre les tombes montre la stratification sociale qui avait cours à cette période. Gûnter Dreyer, le fouilleur de la nécropole, a même proposé l'idée que près de quatorze rois prédynastiques attestés par des inscriptions pouvaient être identifiés dans le cimetière U : le propriétaire de la tombe U-j, ceux des sept tombes au nord-est de cette dernière et ceux des six tombes au sud-ouest. Cependant à l'exception de la tombe U-j, le caractère royal de ces tombes n'est pas accepté par tous, car elles sont peu discernables de celles des élites enterrées également dans ce cimetière.
La plus grande des tombes est la tombe U-j de 10 × 8 mètres, seule tombe qualifiée de royale par la plupart des égyptologues : cette tombe, datée de Nagada IIIA (vers 3300 AEC), est attribuée à un roi Scorpion par une partie des égyptologues, cette identification étant basée sur la présence d'une figure du scorpion sur de nombreux artefacts découverts dans la tombe ; contrairement aux tombes à fosse de la période prédynastique, ce tombeau est fait de murs en briques crues et surmonté d'un toit en poutres de bois. ; le caveau de 20 m2 est accompagné de onze chambres supplémentaires, certaines stockant près de deux milles récipients en céramique, dont près de sept cents jarres de vin d'origine cananéenne ; outre ces récipients, la tombe contenait également des bols sculptés dans de l'obsidienne et des coffres en cèdre importé ; de petites étiquettes en ivoire sur lesquelles étaient gravés des signes ont également été retrouvées dans la tombe, ces artefacts constituant pour certains chercheurs la plus ancienne preuve de l'existence de l'écriture en Égypte.

### Cimetière B
Le cimetière B s'étend au sud du cimetière U est date de la fin de la période prédynastique jusqu'à la fin de la IIe dynastie (dans la première partie de la IIe dynastie, les rois ont cependant choisi Saqqarah comme dernière demeure). Si les premières tombes, situées au nord et adjacentes au cimetière U, ressemblent aux tombes de ce cimetière, les suivantes s'en distinguent par leur complexité de plus en plus accrue. On trouve de manière chronologique :
- B0/B1/B2 : Iry-Hor ; B1 et B2 sont deux chambres séparées faites de murs en briques crues et surmontées d'un toit en poutres de bois, B1 fait 6,0 × 3,5 mètres tandis que B2 fait 4,3 × 2,45 mètres ; immédiatement au sud de B2, B0 est une fosse d'offrandes[8],[9],
- B7/B9 : Ka ; B7 et B9 sont deux chambres séparées de 1,80 mètres faites de murs en briques crues 0,28 mètres d'épaisseur et surmontées d'un toit en poutres de bois ; elles sont de 1,90 mètres de profondeur, B7 fait 6,0 × 3,2 mètres tandis que B9 fait 5,9 × 3,1 mètres[10],[8],
- B17/B18 : Narmer ; B17 et B18 sont deux chambres accolées faites de murs en briques crues et surmontées d'un toit en poutres de bois ; elles forment ensemble un rectangle de 10,0 × 3,10 mètres de 2,50/2,80 mètres de profondeur[8],[11],
- B50 : tombe de 7,5 × 6 mètres divisée en quatre chambres ; découverte vide à l'exception d'une étiquette en os inscrite avec des nombres ainsi que quelques perles, son attribution est impossible, mais la localisation et l'orientation (identique aux tombes de Narmer, Ka et Iry-Hor) en fait peut-être la tombe d'un prédécesseur d'Âha[12],
- B40 : fosse adjacente à B50 de 10 × 8 mètres, aucun objet ni aucun signe d'un mur de brique n'a été découvert ; son attribution est ici aussi impossible, bien que Günter Dreyer ait proposé un hypothétique successeur éphémère à Âha nommé Atoti[12],
- B10/B15/B19 : Âha ; la tombe possède trois chambres funéraires séparées et alignées de même taille en briques crues[13],[14],[15] : 
  - B10 : 7,72 × 4,57 mètres à la base, 8,08 × 5,21 mètres au sommet, 3,2 mètres de profondeur, les murs des grands côtés sont de 2,1 mètres d'épaisseur, ceux des petits côtés sont de 1,5 mètres d'épaisseur,
  - B15 : 7,59 × 4,57 mètres à la base, 8,23 × 5,38 mètres au sommet, 4,1 mètres de profondeur, les murs sont moins épais, de l'ordre 1,27 mètres,
  - B19 : 7,72 × 4,57 mètres à la base, 8,00 × 5,23 mètres au sommet, 3,2 mètres de profondeur, les murs des grands côtés sont de 2,1 mètres d'épaisseur, ceux des petits côtés sont de 1,5 mètres d'épaisseur,
- B13/B14/B16 : l'ensemble de ces tombes datent du règne d'Âha et sont faites en briques crues ; B13 et B14 sont deux tombes séparées situées à l'est des trois chambres d'Âha, B14 semble être le tombeau de la reine Benerib ; à l'est de ces deux tombes se trouvent près de trente-quatre tombes réparties, pour les trente-trois premières, en trois rangées de onze tombes et qui contenaient des ossements de jeunes hommes, peut-être sacrifiés pour accompagner le roi dans l'au-delà afin de le servir pour l'éternité, et la dernière, plus grande et qui contenaient des ossements de jeunes lions, symboles de pouvoir, servant peut-être de ménagerie ou pour les chasses du roi[16],[14],[17],
- O : Djer ; la tombe de 21,5 × 20 mètres en briques crues est constituée d'un grand caveau rectangulaire entouré sur trois côtés excepté le mur sud-ouest de quinze niches faisant office de chambres de stockage, les dimensions internes de l'ensemble faisant 13,2 × 11,9 mètres avec une profondeur de 2,54 mètres ; les murs sont faits en briques crues, ceux entourant la tombe font d'ailleurs 3 mètres d'épaisseur, les murs séparant les niches entre elles étant bien moins épais ; la tombe est entourée de 318 tombes subsidiaires[18],[12],[19],
- Z : Ouadji ; la tombe de 19 × 15 mètres en briques crues suit le modèle de son prédécesseur avec un caveau rectangulaire entouré sur trois côtés excepté le mur sud-ouest de dix-neuf chambres de stockage, les dimensions internes de l'ensemble faisant 11,94 à 12,26 × 9,38 mètres avec une profondeur de 2,43 mètres ; la tombe est entourée de 174 tombes subsidiaires[20],[21],[22],
- Y : Merneith ; la tombe de 19,2 × 16 mètres en briques crues est composée d'un caveau rectangulaire entouré sur les quatre côtés d'un ensemble de huit chambres de stockage régulièrement ordonnées, les dimensions internes de l'ensemble faisant de 9,00 × 6,35 mètres avec une profondeur de 2,67 mètres pour le caveau et 2 mètres pour les salles latérales ; la tombe est entourée de 41 tombes subsidiaires entourant presque entièrement la tombe excepté sur le coin sud[23],[24],[25],
- T : Den ; la tombe de 23,5 × 16,4 mètres en briques crues innove par rapport à celles de ces prédécesseurs, elle est en effet accessible depuis l'est par un escalier de 23,8 mètres de long ; le caveau rectangulaire, fait de murs en briques crues de 4 mètres d'épaisseur, fait 15,1 × 8,8 mètres de côté et 6,1 mètres de profondeur ; les chambres de stockage ne sont pas accolées au caveau mais séparées et situées au sud, accessibles par une rampe dédiée ; la tombe est entourée de 127 tombes subsidiaires[26],[24],[27],
- X : Adjib ; la tombe en briques crues est accessible depuis l'est par un escalier de moins de 7 mètres qui débouche au coin sud-est du caveau ; l'ensemble de la tombe fait 16,4 × 9,0 mètres tandis que le caveau rectangulaire fait 6,5 × 4,2 mètres, d'une profondeur de 2,46 mètres ; les murs du caveau sont d'une épaisseur d'environ 1,5 mètres ; la tombe est entourée de 64 tombes subsidiaires[28],[29],[30],
- U : Sémerkhet ; le complexe mesure 29,2 × 20,8 mètres et s'ouvre pour la première fois depuis le nord par un escalier de 10 mètres ; elle est composée d'un caveau de 16,6 × 7,4 mètres et de 3,53 mètres de profondeur qui est entouré de 69 tombes subsidiaires pour la première fois accolées au caveau royal ; les murs du caveau sont d'une épaisseur d'environ 1,5 mètres[31],[32],[33],
- Q : Qâ ; le complexe mesure 30 × 23 mètres et s'ouvre depuis le nord par un escalier de plus d'une dizaine de mètres ; elle est composée d'un caveau de 10,45 × 5,3 mètres et de 4,11 mètres de profondeur qui est entouré de 26 tombes subsidiaires accolées au caveau royal ainsi que de quatre chambres de stockage réparties par deux de part et d'autre de l'escalier[34],[35],[36],
- P : Péribsen ; la tombe mesure 15,85 × 12,6/12,9 mètres et comprend trois structures indépendantes imbriquées les unes dans les autres : au centre se trouve la chambre funéraire principale de 7,54 × 2,9 mètres, qui est faite de briques de terre, de roseaux et de bois ; au nord, à l'est et à l'ouest, la chambre funéraire est entourée de neuf petites pièces de stockage qui s'emboîtent les unes dans les autres, l'ensemble faisant un restancle de 13,3 × 9,8 mètres ; sur la face sud se trouve une longue antichambre ; un passage passe entre les structures intérieures et le mur extérieur ; aucune tombe subsidiaire n'entoure la tombe ; un sceau trouvé dans ce tombeau contient la première phrase écrite en hiéroglyphes[37],[38],[39],[40],
- V : Khâsekhemouy ; cette sépulture a été construite sur une grande échelle, avec plusieurs chambres en briques, et la chambre mortuaire habillée de blocs de calcaire ; elle est de forme trapézoïdale, d'une longueur de 69 mètres et d'une largeur variant de 17,6 à 10,4 mètres d'une extrémité à l'autre, elle possède une chambre funéraire édifiée en pierre à peu près en son centre d'une longueur de 5,26 mètres et d'une largeur de 3,15 mètres sur une profondeur d'environ 1,83 mètres ; quand elle a été fouillée par Petrie en 1901, elle contenait un sceptre en sardoine bagué d'or, des vases en calcaire avec des couvercles en or, une aiguière et un bassin en bronze ; comme pour Péribsen, aucune tombe subsidiaire n'entoure la tombe[41],[38],[42].

Plan de la tombe d'Iry-Hor (B1/B2).
Plan de la tombe de Ka (B7/B9).
Plan de la tombe de Narmer (B17/B18).
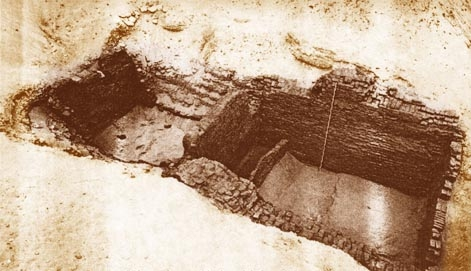
Chambres B17 et B18 à Oumm el-Qa'ab, qui forment la tombe de Narmer.
Plan de la tombe d'Âha (B10/B15/B19).
Plan de la tombe de Djer (O).
Plan de la tombe d'Ouadji (Z).
Plan de la tombe de Merneith (Y).
Plan de la tombe de Den (T).
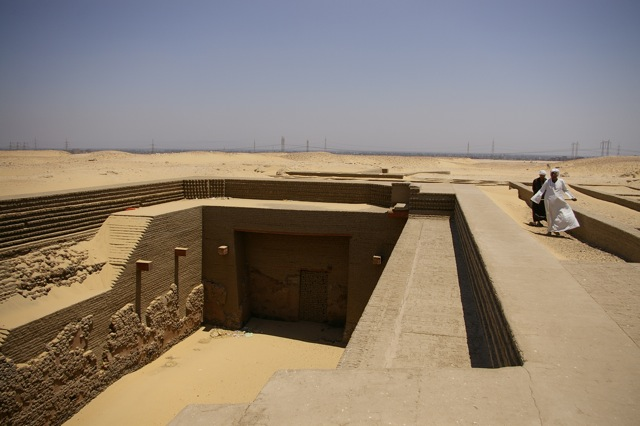
Tombe de Den partiellement reconstituée.
Plan de la tombe de Adjib (X).
Plan de la tombe de Sémerkhet (U).
Plan de la tombe de Qâ (G).
Tombe de Péribsen (P).
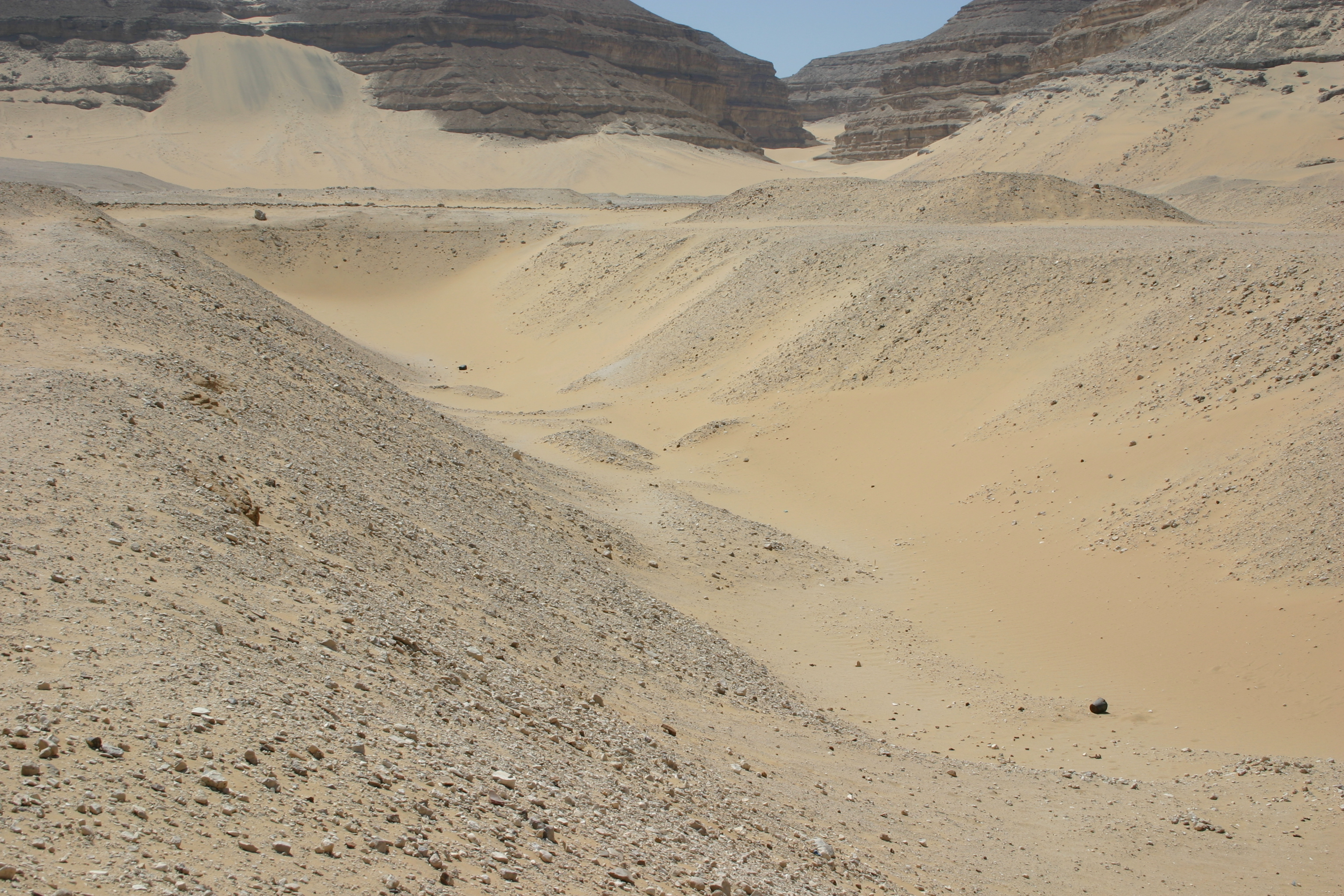
Tombe de Khâsekhemouy (V) avant son dégagement.

## Activités durant laIIIedynastie
Sur le côté est de la pyramide de Djéser à Saqqarah, onze puits de 32 mètres de profondeur ont été construits et rattachés à des tunnels horizontaux destinés aux membres de la famille royale. Ceux-ci ont été intégrés à la sous-structure préexistante lors de son extension vers l'est. Dans les entrepôts situés le long de cette structure, plus de 40 000 récipients en pierre ont été découverts, dont beaucoup sont antérieurs à Djéser. Les puits I à V étaient utilisés pour les sépultures des membres de la famille royale, mais les puits VI à XI servaient de tombes symboliques pour les objets funéraires des ancêtres royaux des deux premières dynasties. Plus de 40 000 récipients, bols et vases en pierre de différentes sortes ont été trouvés dans ces galeries. Des noms royaux tels que ceux des rois Den, Sémerkhet, Nynetjer et Sekhemib étaient gravés sur les pots, indiquant qu'ils provenaient à la fois des tombes d'Oumm el-Qa'ab et de Saqqarah,,,. Certains pensent que la présence de ces vase est due au fait que Djoser a restauré les tombes originales des ancêtres après la réunification de l'Égypte, puis a scellé les objets funéraires dans les galeries afin de les protéger d'une destruction supplémentaire. D'autres pensent que l'enterrement de cette vaste collection montre un certain intérêt pour le passé, mais que ces vases faisaient partie du Trésor royal et n'avaient pas été récupérés dans les tombes des rois des deux premières dynasties.

## Culte d'Osiris
Les activités cultuelles ont probablement commencé à Oum el-Qa'ab sous le règne de Sésostris Ier, au début de la XIIe dynastie, et se sont poursuivies jusqu'à la période gréco-romaine, pour s'achever avec la dynastie lagide. La preuve de l'affiliation d'Osiris à ce site a été mise en évidence après la découverte par E. Amélineau d'une statue en basalte d'Osiris dans la tombe rénovée du roi Djer. C'est sous le règne de Sésostris Ier qu'un temple dédié à Osiris a été construit au nord d'Oumm el-Qa'ab, avec une vallée processionnelle reliant les deux sites.
Un festival annuel dédié à Osiris a commencé pendant le Moyen Empire et son temple est devenu un lieu de pèlerinage. La tombe du roi Djer, désormais rebaptisée tombe d'Osiris, est devenue inextricablement liée au temple à la suite du festival. Le festival avait lieu entre juillet et septembre, coïncidant avec la crue annuelle du Nil.
Les prêtres associés au culte d'Osiris transportaient une image du dieu hors de son temple, parcouraient la vallée processionnelle et enterraient l'image à Oumm el-Qa'ab. Après avoir enterré l'image, celle-ci était rituellement régénérée et ramenée au temple en suivant le même itinéraire processionnel. Le chemin processionnel entre Oumm el-Qa'ab et le temple d'Osiris jouait un rôle essentiel pendant le festival, car son mythe était reconstitué de manière cérémonielle tout au long du parcours. L'importance rituelle de la chaussée entre Oumm el-Qa'ab et le temple d'Osiris est encore soulignée par la découverte par Édouard Naville de six figures d'Osiris faites de boue à seulement 40 mètres de la tombe de Djer.
Le festival annuel et les diverses activités cultuelles se sont poursuivis à Oumm el-Qa'ab pendant environ 1 500 ans après leur création officielle. Le chapitre 169 du Livre des morts, un texte trouvé dans des sépultures du Nouvel Empire et d'époques ultérieures, fait directement référence à la fête annuelle. Outre la tombe du roi Djer, les tombes d'autres souverains de la première dynastie, tels que Den et Qâ, étaient probablement des centres de pratiques cultuelles. Des offrandes votives de la XVIIIe dynastie ont été trouvées près de ces tombes royales anciennes, dans des fosses situées à 8 mètres des sépultures.